# Paolo Arnaboldi

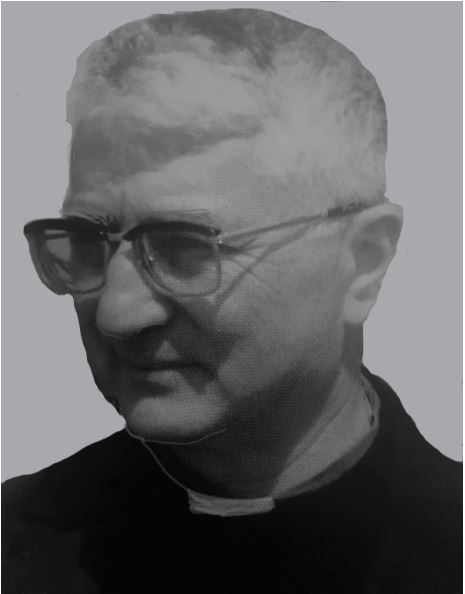
Don Paolo Arnaboldi

Paolo Arnaboldi (Cernusco sul Naviglio, 18 aprile 1914 – Roma, 11 aprile 1998) è stato un presbitero e teologo italiano, fondatore del movimento Fraterno Aiuto Cristiano FAC e iniziatore del pensiero filosofico realismo dinamico.

## Biografia
Paolo Maria Arnaboldi nacque a Cernusco sul Naviglio nel 1914. Entrò nell’Istituto Missionario Salesiano di Ivrea nel 1927. Proseguì gli studi teologici e venne ordinato sacerdote nel 1943. Nel 1948 venne destinato all’insegnamento della teologia morale presso l’Istituto Salesiano di Monteortone (PD). Coinvolgendo un gruppo di laici della locale parrocchia, che in seguito diverrà l'associazione pubblica di fedeli “La Santa Famiglia di Nazareth”, incominciò il Movimento Fraterno Aiuto Cristiano F.A.C. (FAC) nel maggio del 1948. Trovò il determinante sostegno spirituale e attivo appoggio materiale in don Giovanni Calabria. Lo incontrò in numerose visite a San Zeno in Monte a Verona fino alla scomparsa del fondatore dell’Opera Don Calabria nel 1954. In seguito don Luigi Pedrollo, il primo successore di don Calabria alla direzione dell’Opera, divenne padre spirituale di don Arnaboldi. Il Movimento FAC ebbe rapida e capillare diffusione in tutta Italia e in alcune diocesi in Spagna e in Brasile. Alcuni suoi testi furono tradotti in portoghese e spagnolo. In quegli anni incontra e avvia una duratura condivisione di riflessioni teologiche, filosofiche e metafisiche con Tommaso Demaria contribuendo allo sviluppo del realismo dinamico. Fu coautore con Tommaso Demaria di alcuni dei primi testi del realismo dinamico. Negli anni cinquanta collaborò attivamente con padre Riccardo Lombardi “il microfono di Dio”, che volle inserirlo come relatore nei suoi corsi per un “Mondo Migliore”. Negli anni sessanta il Movimento Fraterno Aiuto Cristiano conta su una sede a Velate di Varese ove si tengono corsi per sacerdoti e laici e si redigono testi del FAC e sul realismo dinamico. Partecipano anche numerosi vescovi. L’esortazione a vivere l’amore cristiano in prima persona e a manifestarlo con le opere è riassunto nei titoli dei testi e nei motti del FAC: Incontro vivo con Gesù vivo. Negli anni sessanta rafforza la sua relazione con Giacomino Costa che aderisce al Movimento FAC. Arnaboldi, Costa e Demaria sono organizzatori e relatori a corsi per industriali e dirigenti a Rapallo e sviluppano con il contributo di Costa le tematiche economiche del realismo dinamico. Negli stessi anni Ugo Sciascia viene coinvolto dai tre sulle tematiche del realismo dinamico e ne diviene a sua volta sviluppatore e promotore. Con il concreto sostegno di Costa nel 1971 viene inaugurata la nuova sede del FAC a Roma che diviene subito un centro di formazione e preghiera frequentato da laici, sacerdoti e vescovi. Vi si tengono anche i corsi sul realismo dinamico tenuti da Tommaso Demaria. Affiancano e sostengono don Arnaboldi anche altri sacerdoti, tra i quali don Lorenzo Cretti e laici tra cui Maria Costa. Negli anni novanta la malattia ridusse via via il contributo pastorale di don Arnaboldi che fu coadiuvato da Giovanni dal Masso e poi dal vescovo Diego Bona alla guida della “Santa Famiglia di Nazaret” e del FAC. Don Paolo Arnaboldi morì a Roma l’11 aprile 1998.

## Don Giovanni Calabria e le origini del FAC
Nel maggio 1948 don Paolo Arnaboldi è a Monteortone in provincia di Padova presso l’istituto salesiano dove insegna teologia morale. Collabora anche con la locale parrocchia. Constata che nella parrocchia si fa la comunione tutte le mattine “ma ci sono famiglie che muoiono di fame!” C’è quindi una pratica religiosa osservante, tuttavia incapace di vivere l’amore evangelico che in quella realtà del dopoguerra doveva esprimersi anche con fatti concreti per aiutare quei fratelli parrocchiani che vivevano in grave disagio. Con un piccolo gruppo di parrocchiani che avevano letto ed erano rimasti ispirati dalle opere di don Giovanni Calabria, “Apostolica vivendi forma” (1945) e “Amare” (1946) avvia un movimento sotto il nome di Fraterno Aiuto Cristiano F.A.C.(FAC). Fin dall’inizio il FAC porta a don Arnaboldi “grossi problemi … molto lavoro e non pochi fastidi…”. Sente il bisogno di una guida spirituale, di un consiglio autorevole che lo orienti nella nuova impresa. Due mesi dopo un confratello salesiano lo presenta a don Giovanni Calabria. È il 7 luglio 1948. Riferendosi a don Giovanni Calabria Arnaboldi annota “Ho incontrato un santo”. Da quel momento continua in ogni occasione successiva a registrare con attenzione le parole e il contenuto di quanto don Calabria gli riferisce. Nella cronaca redatta da don Luigi Pedrollo, il sacerdote fidato collaboratore di don Calabria e suo primo successore alla guida dell’opera, sono registrati diversi incontri di don Arnaboldi con don Calabria presso San Zeno in Monte a Verona. Arnaboldi annota che più frequentemente è don Calabria che gli telefona o gli scrive. Le parole di don Calabria lasciano un segno permanente in don Arnaboldi che lo riconosce come il “faro che indica la rotta”, “la radice del FAC”. Annota frasi di don Calabria che lo sorprendono ma anche lo convincono: “Dio fa tutto, caro don Paolo … e noi facciamo il resto” e altre che sintetizzano l’anima del FAC “il FAC è Gesù e Gesù è il FAC”. In un'occasione è don Calabria stesso che si reca da don Arnaboldi per comunicargli importanti messaggi spirituali e incoraggiamento a diffondere il movimento FAC in Italia, all’estero, ovunque....
Don Calabria diede appoggio concreto al FAC tramite l’edizione di libri e di opuscoli informativi, scrisse la prefazione al libro di Arnaboldi “Famiglia di Dio” 1952, citò il FAC nella corrispondenza con altri sacerdoti e vescovi, presentò il FAC ai parroci di Verona e istituì presso San Zeno in Monte il “Coordinamento FAC Antonio Rosmini”.
Don Giovanni Calabria fu beatificato a Verona da Giovanni Paolo II nel 1988 e canonizzato santo della chiesa Cattolica nel 1999.

### Don Luigi Pedrollo

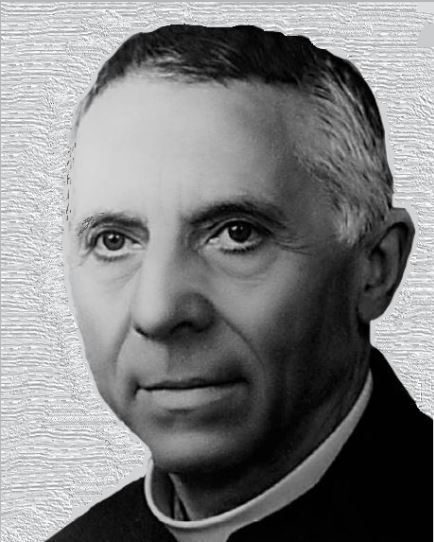
Luigi Pedrollo (San Gregorio di Veronella 31 dicembre 1888 – Verona 16 febbraio 1986) fu il primo successore di San Giovanni Calabria come Superiore Generale “Casante” della Congregazione dei Poveri Servi della Divina Provvidenza P.S.D.P.

Nacque a San Gregorio di Veronella (provincia di Verona, diocesi di Vicenza) nel 1888. Nei primi anni di degli studi di teologia conobbe San Giovanni Calabria, rimanendo conquistato dal suo ideale di santità. Venne ordinato sacerdote il 28 luglio 1912 e, dopo alcuni incontri e una lunga corrispondenza epistolare con don Calabria, entrò nella sua Opera il 24 agosto 1914 facendo propri i suoi ideali di fede, di abbandono alla Provvidenza, di amore al prossimo ed ai poveri. Per quasi quarant’anni fu il suo primo collaboratore. Il 3 marzo 1955 venne eletto “Casante” dell’Opera, suo primo successore.
Conobbe don Arnaboldi in occasione delle sue visite. Questi ne conservò la corrispondenza, annotò le presenze, gli incontri, e anche molte delle esortazioni che don Giovanni Calabria rivolse al movimento FAC e che comunicò a don Pedrollo stesso anche in occasioni distinte. Collaborò con don Calabria alla stesura delle Costituzioni dell’Istituto. Dopo la morte di don Calabria nel 1955 don Luigi Pedrollo ne divenne il primo successore come Superiore Generale ( "Casante") della Congregazione dei Poveri Servi della Divina Provvidenza (P.S.D.P.). Fu dopo don Calabria il padre spirituale di don Paolo Arnaboldi. Ebbe molti meriti nella Congregazione dei P.S.D.P.: il primo quello di adoperarsi con profonda convinzione per la fedeltà all’ispirazione originaria dell’Opera. Inoltre si adoperò, tra l’altro, per la fondazione dell’Ospedale Geriatrico di Negrar nel 1958, l’avvio delle missioni nel 1959, il patrocinio alla fondazione della Pia Unione delle Missionarie dei Poveri.  Morì il 16 febbraio 1986 a San Zeno in Monte. Nel 2018 il vescovo di Verona promosse l'avvio della sua causa di beatificazione e di canonizzazione.

### Gli epistolari
Gli archivi dell’Opera don Calabria presso San Zeno in Monte, hanno conservato gli epistolari tra don Giovanni Calabria e don Paolo Arnaboldi.
Sono presenti anche alcune lettere tra don Calabria, Clive Staples Lewis e don Paolo Arnaboldi. Don Calabria dopo aver letto il romanzo “Lettere di Berlicche” di C.S. Lewis avviò un importante epistolario in latino con lo scrittore teologo anglicano. Tema conduttore di queste lettere è l’ecumenismo tra religioni e nel caso specifico tra la religione cristiana cattolica e la anglicana. Don Calabria esortò don Arnaboldi a scrivere della sua esperienza spirituale a C.S. Lewis. Arnaboldi scrisse in italiano a mano. C.S. Lewis non conoscendo bene l’italiano e leggendo con difficoltà la grafia della lettera di Arnaboldi chiese aiuto a don Calabria per interpretarne il contenuto. Arnaboldi scambiò altre lettere con C.S. Lewis, una decina circa, che non sono state conservate. Dopo la morte di don Calabria, don Luigi Pedrollo continuò lo scambio epistolare con C.S. Lewis.
È stato conservato anche il corposo epistolario tra don Pedrollo e don Arnaboldi, oltre 200 lettere di contenuto spirituale e teologico.

## Il FAC e la “Santa Famiglia di Nazaret”
Il Fraterno Aiuto Cristiano, scrive don Paolo Arnaboldi si ispira a una volontà a vivere il Vangelo “sine glossa” (senza interpretazioni) facendo ciò che Gesù nei vangeli chiede di fare. Fac! In latino evangelico è l’imperativo del verbo fare e in italiano: fai! Nel libro “Il Fac non è un’opera caritativa è una rivoluzione d’amore del 1977 si trova sintetizzata l’ispirazione del FAC in alcune frasi attribuite a Gesù nei vangeli. “Va e anche tu fa lo stesso” (“Vade et tu fac similiter”). (Lc 10, 25-37). “Non chiunque mi dice: Signore, Signore, entrerà nel regno dei cieli, ma colui che fa la volontà del Padre mio che è nei cieli”. (Mt 7, 21). “In verità vi dico: ogni volta che avete fatto queste cose a uno solo di questi miei fratelli più piccoli, l’avete fatto a Me”. (Mt 25, 31-40). Anche dopo la morte di don Calabria nel 1954 il movimento si diffuse rapidamente e raggiunse centinaia di parrocchie in tutta Italia e all’estero in Spagna e Brasile. 
Veicolo di questa diffusione fu anche la partecipazione di don Arnaboldi ai corsi “Per un mondo migliore” chiamato come collaboratore da padre Riccardo Lombardi. Padre Lombardi fu un predicatore gesuita capace di raccogliere folle di anche 50.000 partecipanti ai suoi sermoni tenuti in prossimità delle elezioni politiche italiane del 1948 in cui esortava a votare per il partito cattolico.
Papa Pio XII, che negli anni aveva tenuto sotto osservazione l’operato del gesuita, il 10 febbraio 1952 lancia un proclama radiofonico “per un mondo migliore” voluto da padre Lombardi che fonda l’omonimo movimento. Padre Lombardi forma un gruppo di animazione comunitaria (presente oggi in Italia e in una trentina di paesi del mondo) per l’annuncio del Vangelo e chiama Paolo Arnaboldi a tenere corsi nello spirito e con il metodo del FAC a sacerdoti e laici in tutta Italia. La collaborazione durerà fino alla fine degli anni 50.
La diffusione del FAC non è priva di difficoltà ed alcune delusioni per don Arnaboldi. Nel 1955 presenta il FAC all’allora arcivescovo di Milano Giovanni Battista Montini chiedendone l’approvazione. Il FAC al tempo aveva organizzato la sua sede presso Villa del Sorriso a Velate di Varese. Montini, siamo in epoca precedente al Concilio Vaticano II che sancirà importanti cambiamenti, è ligio alle leggi canoniche ed alla gerarchia ed organizzazione ecclesiastica. I movimenti nati da iniziative spontanee non sono contemplati e dovrebbero semmai nascere dalla iniziativa dei vescovi o dei pontefici. C’è inoltre il timore per l’attività promiscua di uomini e donne, laici e sacerdoti e la preoccupazione che creino confusione nelle attività già preordinate per le parrocchie. Esprimendo rammarico e pur riconoscendo i meriti e le buone azioni del FAC in particolare nell’attivare le parrocchie e nell’educare i fedeli ad amorevoli opere di carità, Montini nega l’approvazione. L'approvazione giungerà più tardi. L’Associazione pubblica di fedeli “La Santa Famiglia di Nazareth”, fondata da don Paolo Arnaboldi e animatrice del FAC sarà eretta canonicamente con Decreto del Vescovo di Porto-S.Rufina in data 12 maggio 1988.
I corsi a Velate di Varese per l’”Incontro Vivo con Gesù vivo” formano centinaia di sacerdoti e laici. Molti, tornati alla parrocchia di origine avviano iniziative di carità spesso proprio sotto il nome di “Fraterno Aiuto Cristiano”. Si trova testimonianza di aiuto a famiglie disagiate, assistenza medica gratuita, distribuzione di farmaci, distribuzione di cibi e alimenti per bisognosi, raccolta di occhiali usati, di beni di conforto per i carcerati, raccolta di indumenti, distribuzione di indumenti,  beni per eventi calamitosi come la alluvione del Polesine, raccolta di fondi per attività assistenziali, proiezioni cinematografiche per beneficenza, raccolta fondi per il sostegno delle attività liturgiche e parrocchiali, corsi di formazione gratuiti, donazioni per alluvionati, lasciti di fedeli, premi della bontà, …. 
Le testimonianze sono distribuite territorialmente in tutta Italia: Lazio, Piemonte, Veneto, Lombardia, Puglia, Sicilia….
Nel 1971 Giovanni Battista Montini divenuto Papa Paolo VI fa istituire alla CEI la CARITAS.L’opera ha funzione preminentemente pedagogica per educare e formare i cattolici all’esercizio della carità: “per favorire l'attuazione del precetto evangelico dell'amore nella comunità ecclesiale italiana in forme consone ai tempi e ai bisogni, in vista dello sviluppo integrale dell'uomo, con particolare attenzione alle persone e alle comunità in situazione di difficoltà" (art. 1 statuto). Il primo presidente della Caritas è mons. Giovanni Nervo che ne diviene poi vice presidente e copre altri ruoli restando in carica fino al 1986.  Mons. Nervo volle confermare a don Arnaboldi che la Caritas attinse molto dalla esperienza del FAC.Alcune delle attività caritatevoli avviate dal FAC confluirono nelle Caritas locali. Anche dopo la scomparsa di Arnaboldi nel 1998 il FAC continua la sua opera presso la Casa Nazareth di Roma.

## Le origini del realismo dinamico

### Gli aspetti teologici ed ecclesiologici
Il realismo dinamico origina da una profonda riflessione sulla reale natura della chiesa alla luce di pubblicazioni quali la enciclica “Mystici Corporis” di Pio XII del 29 giugno 1943 che nella introduzione riporta:” La dottrina sul Corpo Mistico di Cristo che è la Chiesa (cfr. Col. 1, 24), dottrina attinta originariamente al labbro stesso del Redentore…invita tutti gli uomini mossi dal divino Spirito a studiarla e, illuminando la loro mente, fortemente li spinge a quelle opere salutari che corrispondono ai suoi precetti….”. Arnaboldi e Demaria, entrambi sacerdoti salesiani, incoraggiati a studiare e ad agire come Pio XII invita a fare iniziano un dialogo che affronta la natura ontologica, dell’essere, il “cos’è”, l'ente del Corpo Mistico di Cristo che è la Chiesa. In questo loro rapporto dialettico, Arnaboldi e Demaria constatano che le categorie di ente che la tomistica scolastica classica propone, descrive bene in astratto la Chiesa come ente di relazione, ma poco descrive la chiesa vista come Corpo Mistico concreto. Serve una nuova categoria di ente, non statico inteso come già fatto nella sua essenza, già esistente in natura, ma un ente dinamico che meglio si adatti alla speciale realtà non esistente in natura, non deterministica, ma in continua ed attivistica costruzione nello spazio e nel tempo dall’agire umano. La persona che agisce attivisticamente per la costruzione del Corpo Mistico che è la Chiesa, è libera, esercita il proprio libero arbitrio, sceglie cosa vuole fare e cosa vuole diventare ma diviene anche persona cellula, parte di un organismo, impersonale (questo organismo dinamico non è una persona), non sostanziale (non è fatto di sostanza), tuttavia visto come concreto ed esistente nella realtà storica. Sul tema Arnaboldi e Demaria firmano assieme il testo Cristianesimo e realtà sociale (1959).

### La realtà storica laica e profana
La visione del Corpo Mistico come ente o meglio come organismo dinamico, era valida per il mondo sacro e religioso. Arnaboldi e Demaria scoprirono che anche nella realtà storica laica e profana erano realmente esistenti enti dinamici ed organismi dinamici come la famiglia o l’impresa industriale. Demaria definisce nelle sue lezioni l’impresa industriale come il primo ente dinamico della storia profana (non sacra). Molti industriali, dirigenti, imprenditori e consulenti aziendali, parteciparono ad incontri, a loro dedicati curati dall’ UCID a Rapallo e presso le sedi FAC tenuti da Arnaboldi, Demaria e poi da Giacomino Costa, Ugo Sciascia e altri. Di molti di questi incontri furono pubblicati gli atti a partire dal 1958. Demaria disse che gli imprenditori i dirigenti ed i consulenti aziendali erano quelli che meglio comprendevano il realismo dinamico e sapevano come tradurlo in azione. Più volte don Arnaboldi chiese a Demaria di scrivere quanto diceva, di ripetere con parole più chiare e comprensibili il frutto di quelle riflessioni. Demaria le espose nella metafisica realistico dinamica e nella filosofia realistico dinamica. Sulla difficoltà di lettura dei testi del realismo dinamico don Arnaboldi, uomo di concreta azione pastorale esercitata al FAC, disse al Demaria professore di filosofia, di aver letto come “espiazione per i propri peccati” la sua trilogia composta da Ontologia realistico dinamica (1975), Metafisica della realtà storica. La realtà storica come ente dinamico (1975), La realtà storica come superorganismo dinamico: dinontorganismo e dinontorganicismo (1975).

## Opere
- Paolo Arnaboldi, Famiglia di Dio, Prefazione di don Giovanni Calabria, Verona, Casa buoni fanciulli, 1952.
- Paolo Arnaboldi, I FAC intimi femminili, A cura del FAC, Velate di Varese, Villa Sorriso di Maria, 1956.
- Paolo Arnaboldi, Il FAC nelle parrocchie piccole, Velate di Varese, Villa Sorriso di Maria, 1956.
- Paolo Arnaboldi, Maria: Piccole pratiche, esperienze del movimento FAC nel settore mariano / a cura del FAC, Velate di Varese, Villa Sorriso di Maria, 1956.
- Paolo Arnaboldi, La passio catholica / a cura del FAC, Velate di Varese, Villa Sorriso di Maria, 1956.
- Paolo M. Arnaboldi, A servizio della pastorale parrocchiale, Velate di Varese, FAC, 1958.
- Paolo Arnaboldi, Tommaso Demaria, Il cristiano di fronte alla rivoluzione industriale e al divenire storico, convegno di Rapallo, 3-6 gennaio 1958. A cura dell'UCID, Verona, Scuola tipografica Casa Buoni Fanciulli, 1958.
- Paolo Arnaboldi, Organizzazione e apostolato, Velate di Varese: edizione FAC, 1959
- Paolo Arnaboldi, Tommaso Demaria, Cristianesimo e realtà sociale, Velate di Varese, Edizioni Villa Sorriso di Maria, 1959.
- Paolo Arnaboldi, Tommaso Demaria, Impegno cristiano di fronte alla politica ed economia, convegno di Rapallo 3-6 gennaio 1959 / a cura della UCID, Verona, Scuola grafica Casa Buoni Fanciulli, 1959
- Giacomo Costa, Paolo Arnaboldi, Tommaso Demaria, Per la rieducazione all'amore cristiano nel campo economico-sociale: per una valida teoria della pratica e una adeguata pratica della teoria, Atti del convegno: Per la rieducazione all'amore cristiano tra le aziende, tenutosi a Rapallo nel 1964 e atti del convegno: Programmazione economico-sociale e amore cristiano, tenutosi a Rapallo nel 1965., Genova, Crovetto, 1965.
- Paolo Arnaboldi, Tommaso Demaria, Le leve segrete che dominano il mondo, convegno di Rapallo per imprenditori e dirigenti 3-6 marzo 1966, Velate di Varese, FAC, 1966.
- Paolo Arnaboldi, Tommaso Demaria, Ugo Sciascia, Società in trasformazione e trasformazione dell'uomo, convegno di Rapallo per imprenditori e dirigenti, 7-10 marzo 1968, Velate di Varese, FAC, 1968.
- Paolo M. Arnaboldi, L'amore, Roma, FAC, s.d
- Paolo M. Arnaboldi, A servizio della pastorale parrocchiale: Alla luce e nello spirito del Concilio ecumenico vaticano 2, Velate di Varese, Fac, 1967
- Paolo M. Arnaboldi, Incontri vivi con Gesù vivo, Velate di Varese, FAC, 1968
- Paolo M. Arnaboldi, Tommaso Demaria, Bruno Morini, I consigli pastorali diocesani e parrocchiali: alla luce di una pastorale organico-dinamica, Velate di Varese, FAC, 1970
- Paolo M. Arnaboldi, La passione di Gesù : ero presente anch'io....È spirato poco fa!, Velate di Varese, FAC, 1974
- Paolo M. Arnaboldi, 2: Le tentazioni, Velate di Varese, FAC, 1975
- Paolo M. Arnaboldi,... Imparate da me che sono mite ed umile di cuore... (Mt. 11, 29), Roma, FAC, 1987
- Don Paolo Arnaboldi, Amore, una parola piena di Dio, Roma, Tipolit. Trullo, 2002